# Seahorse
Seahorse — GNOME Front-end и back-end приложение для управления PGP и SSH ключами. Поддерживает интеграцию в Caja, Nautilus, gedit и Evolution для шифрования/расшифровки и некоторых других криптографических операций. Также имеется поддержка к серверам ключей HKP и LDAP.
Программа основана на GnuPG и распространяется как свободное программное обеспечение под лицензией GNU GPL.

## Особенности
- Создание и управление PGP/SSH ключами.
- Публикация, а также получение ключей с соответствующих серверов.
- Кеширование ключевых фраз.
- Резервное копирование ключей.
- Шифрование и дешифрование файлов и текста.